# Provincia de Sácer
Sácer[cita requerida] o Sassari (en italiano: provincia di Sassari; en sardo, provìntzia de Tàtari; en sassarés, prubìntzia di Sàssari) es una provincia italiana de la región de Cerdeña. Tiene una población estimada, a fines de octubre de 2022, de 474 203 habitantes.
Su capital es Sassari. Tiene un área de 7692 km², siendo la provincia más grande de Italia.
Con costas sobre el mar de Cerdeña hasta el golfo de Asinara al norte y al oeste y sobre el mar Tirreno al este, limita al sur con las provincias de Oristán y de Nuoro.

## Sociedad

### Evolución demográfica
La provincia tiene 92 municipios y 474 203 habitantes (al 31 de octubre de 2022), distribuidos en un área de 7692 km². De estos datos se desprende que la densidad de población, más baja que el promedio de la isla, es igual a 62 habitantes por km cuadrado. La provincia tiene una densidad de población muy desigual: el municipio menos poblado es Semestene, con un valor de solo 3.61 habitantes por km cuadrado, mientras que Sassari tiene un indicador de 223 por kilómetro cuadrado. La siguen Puerto Torres con 203 y Alguer con 188 habitantes por km².

## Historia

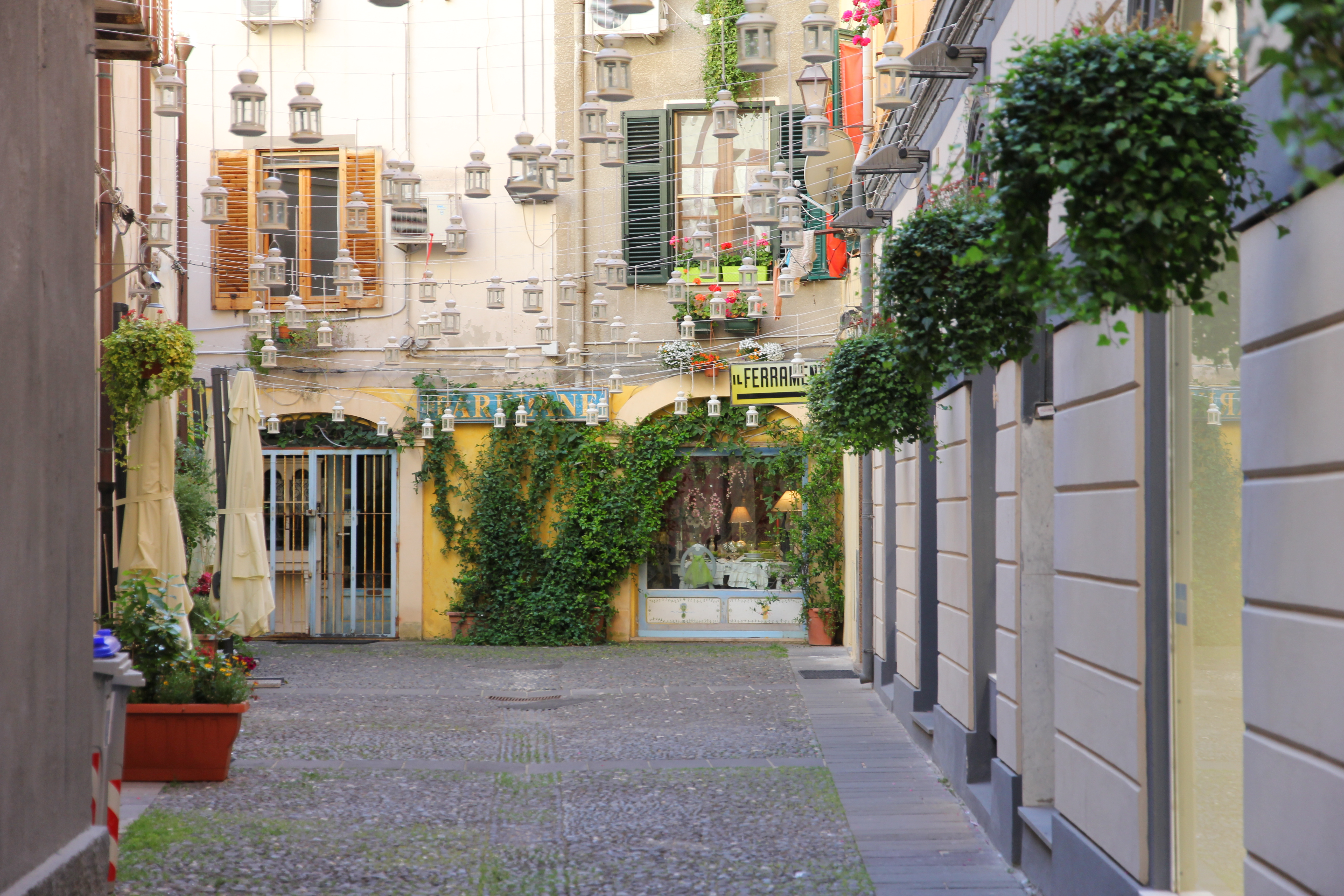
Decoración en una calle de Sassari

Desde la región de Cerdeña estaba prevista la institucionalización de un área metropolitana de Sassari, con la aprobación de la ley regional del 2 de agosto de 1996, devuelta por el Gobierno el 6 de septiembre del mismo año. La ley fue impugnada por razones de ilegitimidad en la autonomía de las autoridades locales, porque estaba en conflicto con la ley institucional nacional 142/1990, que preveía la institucionalización de una única área metropolitana de Cagliari.
Después de dicho veto, que tenía por finalidad evitar la desaceleración del proceso de creación de nuevas provincias, se formularon nuevos proyectos de ley con el objetivo de extender las reglas previstas para el área metropolitana de Cagliari al área metropolitana de Sassari, pero se eliminó la referencia al establecimiento de un área metropolitana para evitar la repetición del veto gubernamental. Es así que se propuso la atribución de formas especiales de autonomía política y organizativa a la provincia de Sassari.
Siguiendo la ley regional n. 9 de 2001 y adiciones posteriores, se llevó a cabo una nueva distribución del territorio de la Región Autónoma de Cerdeña, que había elevado el número de provincias de cuatro a ocho. Los cambios entraron en vigor en mayo de 2005, cuando se celebraron elecciones para renovar todos los consejos provinciales.
La provincia de Sassar había sufrido los siguientes cambios:
• había perdido 23 municipios, que habían pasado a la nueva provincia de Olbia-Tempio: Aggius, Aglientu, Alà dei Sardi, Arzachena, Badesi, Berchidda, Bortigiadas, Buddusò, Calangianus, Golfo Aranci, La Maddalena, Loiri Porto San Paolo, Luogosanto Luras, Monti, Olbia, Oschiri, Padru, Palau, Sant'Antonio di Gallura, Santa Teresa Gallura, Telti, Tempio Pausania y Trinità d'Agultu e Vignola.
• había perdido, en general, una población de 131 000 habitantes y un área de 3242 km².
Tras el referéndum de 2012 en Cerdeña, y el proyecto de supresión o reforma de las provincias en Cerdeña aprobado por el Consejo Regional el 24 de mayo de 2012, según las intenciones de la región la provincia de Sassari debía crear un nuevo órgano administrativo o disolverse el 1 de marzo de 2013, aunque el plazo se extendió hasta el 1 de julio de 2013. En esa fecha, sin embargo, la provincia no había sido comisionada como sucedió con 5 de las 8 provincias sardas, y por lo tanto continuó su actividad institucional regular.
A lo largo de los años, se han desarrollado varios protocolos de comprensión y planificación, como el plan estratégico intermunicipal, que incluye la capital provincial y otros seis municipios. El establecimiento de un área metropolitana en la provincia, actualmente de valor principalmente académico, administrativo y estadístico, se vuelve a proponer periódicamente con motivo de las reformas de los organismos territoriales locales.
Posteriormente, en 2016, siguiendo la ley de reforma de las provincias sardas (ley regional 2/2016), los territorios de la antigua provincia de Olbia-Tempio fueron reasignados a la provincia de Sassari (incluidos los municipios de San Teodoro y Budoni, que provenían de la provincia de Nuoro). Estos territorios hoy constituyen la Zona Homogénea de Olbia Tempio, que es una dependencia de la sede de Sassari en la parte oriental del territorio provincial (Gallura). La extensión territorial y jurisdiccional de la provincia de Sassari, además de volver al mismo tamaño que antes de mayo de 2005, se ve incrementada por los territorios de los municipios de San Teodoro y Budoni, convirtiéndose así una vez más en la provincia más grande de Italia por extensión.

## Geografía física

### Territorio

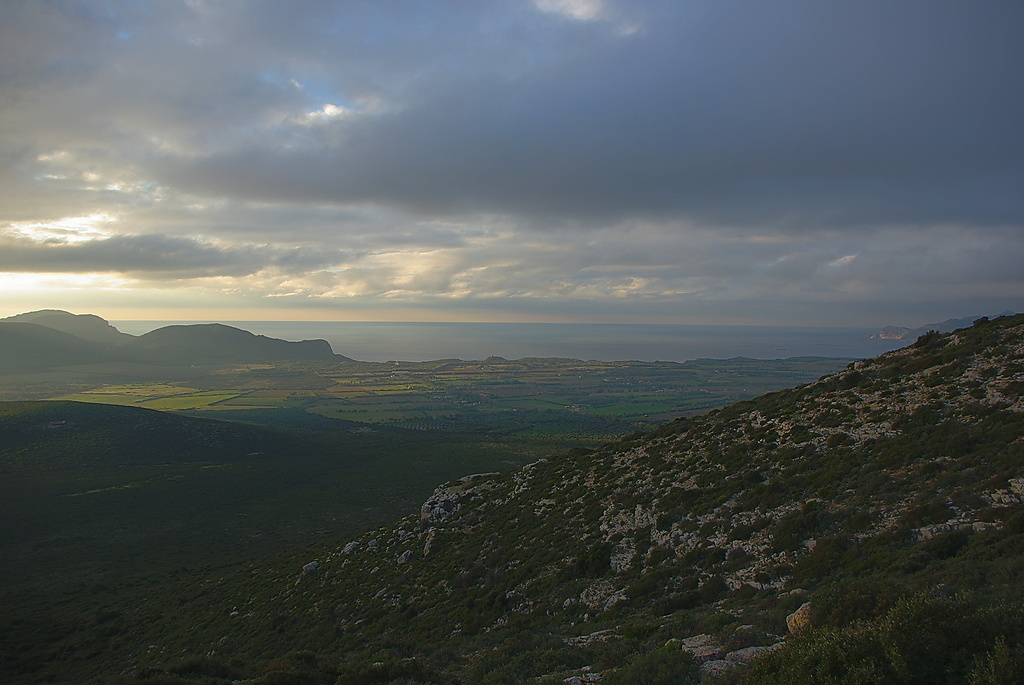
Costa de Alguer en invierno.

El territorio de la provincia de Sassari es el más grande de Cerdeña y de toda Italia. Limita al norte con el golfo de Asinara, al este con el mar Tirreno, al sur con las provincias de Nuoro y Oristán y al oeste con el mar de Cerdeña. 
En la provincia está situado el único lago natural en Cerdeña, el lago Baratz, y uno de los lagos artificiales más grandes, el lago Coghinas, que era el límite con la antigua provincia de Olbia-Tempio. En el territorio está una de las mayores llanuras de Cerdeña, la Nurra. En la provincia también se encuentran algunos de los centros turísticos más famosos de Cerdeña: Castelsardo, Porto Torres, Alguer y la Riviera del Corallo, Stintino, Porto Cervo, Porto Rotondo, La Maddalena y su archipiélago, Palau y Santa Teresa di Gallura. Las playas se dividen entre rocosas y arenosas. Algunas de las playas más largas son las del golfo de Asinara, como la playa de Platamona, que se une con la de Marina di Sorso. Hacia Stintino, en cambio, se extiende la playa de Fiumesanto, que se une a la playa de Ezi y finalmente a la de las marismas, formando una playa de varios kilómetros de largo. 
En Porto Torres hay algunas playas bonitas, como la conocida playa Balai. En Stintino está la playa Pelosa y otras hacia el llamado mar di fuori. En Alguer están el Lido, el pinar de Maria Pia, la playa más famosa de Bombarde y el pinar de Mugoni. Y en Castelsardo, en la aldea de Lu Bagnu, hay también una playa muy larga. La isla de Asinara, el lago Cuga, el lago Bidighinzu y la ladera occidental del lago Coghinas son parte del territorio provincial. 
En el interior de la provincia, por otro lado, el territorio Logudoro destaca por su importancia, caracterizada por un paisaje montañoso y montañoso, que ve en la ciudad de Ozieri su centro más importante para la historia y la cultura, y que cuenta con la presencia del tercer centro sardo más alto sobre el nivel del mar: Pattada.

## Conexiones
Las conexiones con el continente son diferentes: portuarias y aéreas.

### Portuarias

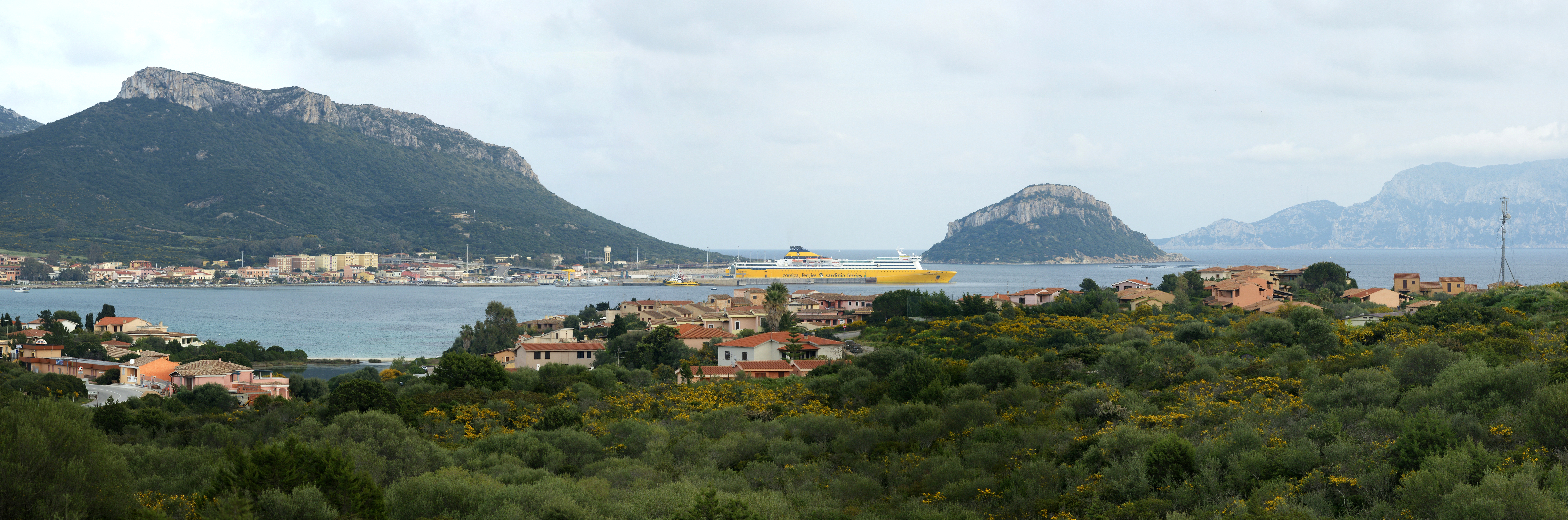
Ferry en el golfo de Aranci

Desde el puerto de Porto Torres hay conexiones marítimas con Civitavecchia (6 h), Savona (9 h), Génova (11 h), Aiaccio (3h 45m) y Propriano (3h 30m), Tolón (8h 45m) y Marsella (17 h ) Barcelona (10 h) C. El puerto de Porto Torres es uno de los principales puertos para el flujo turístico y de productos. Las últimas cifras para 2007 indican un aumento en los pasajeros que llegan y salen en comparación con 2004 (+ 2.7% y + 4.3% respectivamente) y, en consecuencia, de los automóviles embarcados. Cabe señalar que 2004 ya había aumentado en comparación con 2003. 
El número de barcos de pasajeros también está aumentando (+ 7.6% en el camino y + 7.8% en el camino), al igual que los otros barcos, incluidos los buques mercantes (+ 6.7% llegando y saliendo) a pesar del crecimiento de los bienes transportados a la llegada. Finalmente, cabe señalar que la cantidad de hidrocarburos cargados en Porto Torres muestra una caída del 4% más que en 2004, mientras que las cantidades al inicio aumentaron. Desde marzo de 2009 han comenzado nuevas rutas internacionales a España.
Los puertos restantes del área, de diferente y menor importancia, están ubicados en Alguer, Stintino y Castelsardo, pero estos son aeropuertos estrictamente vinculados al turismo recreativo.
El puerto de Golfo Aranci es uno de los puertos más activos de la isla; Gracias a la exposición geográfica particular (es la más cercana a la península), los barcos de Sardinia Ferries atracan para hacer conexiones con Livorno (por viaje directo, sin escala) y con Savona, Tolón y Niza llamando a Córcega (viajes realizados en verano 2017), desde el verano de 2017 también existe, nuevamente con la misma compañía, una conexión directa también con Piombino. También hay un zócalo antiguo y ahora en desuso, equipado para el amarre de los transbordadores ferroviarios de RFI y la descarga / carga de material rodante.
El puerto de Olbia, famoso en todo el mundo por haberse convertido en el principal puerto de la Costa Smeralda, además de representar uno de los puertos de pasajeros más importantes del Mediterráneo, con 4 millones de presencias cada año, es también un importante puerto comercial con 6 millones de toneladas de bienes.

### Aéreo
En Alguer, el aeropuerto local de Fertilia tuvo movimientos en el transcurso de 2016 para 1.346,403 pasajeros (Assaeroporti).
En Olbia, el aeropuerto de Costa Smeralda tiene movimientos en 2016 de 2.546.073 pasajeros (Assaeroporti).

### Obras Viales
Las carreteras principales son la carretera estatal 131 Carlo Felice que, pasando por Sácer y Oristán, conecta Porto Torres y Cagliari (la sección Sácer - Porto Torres llamada "camionale" que terminó en el área industrial de Turquía y presenta nuevas conexiones con Alguer y Stintino); Sácer-Olbia (SS199) y Sácer-Alguer (SS291). La conexión de la capital con Olbia todavía se está completando, la finalización de las obras en la nueva carretera estatal 729, con cuatro carriles, está programada para 2019, aunque durante 2016 se inauguraron varios lotes de la nueva carretera estatal. Los otros caminos son el Sácer-Castelsardo (SS200) de Anglona, el SS131 bis que conecta Ittiri y Thiesi con el 131 a partir de la cantoniera de scala cavalli, el 127bis) Sarda norte "viejo Sácer-Alguer" a través de Uri. Finalmente, el SP15m es el Ittiri-Sácer, una de las provincias más importantes, y el SP81 o el camino costero de Platamona.

### Ferrovías

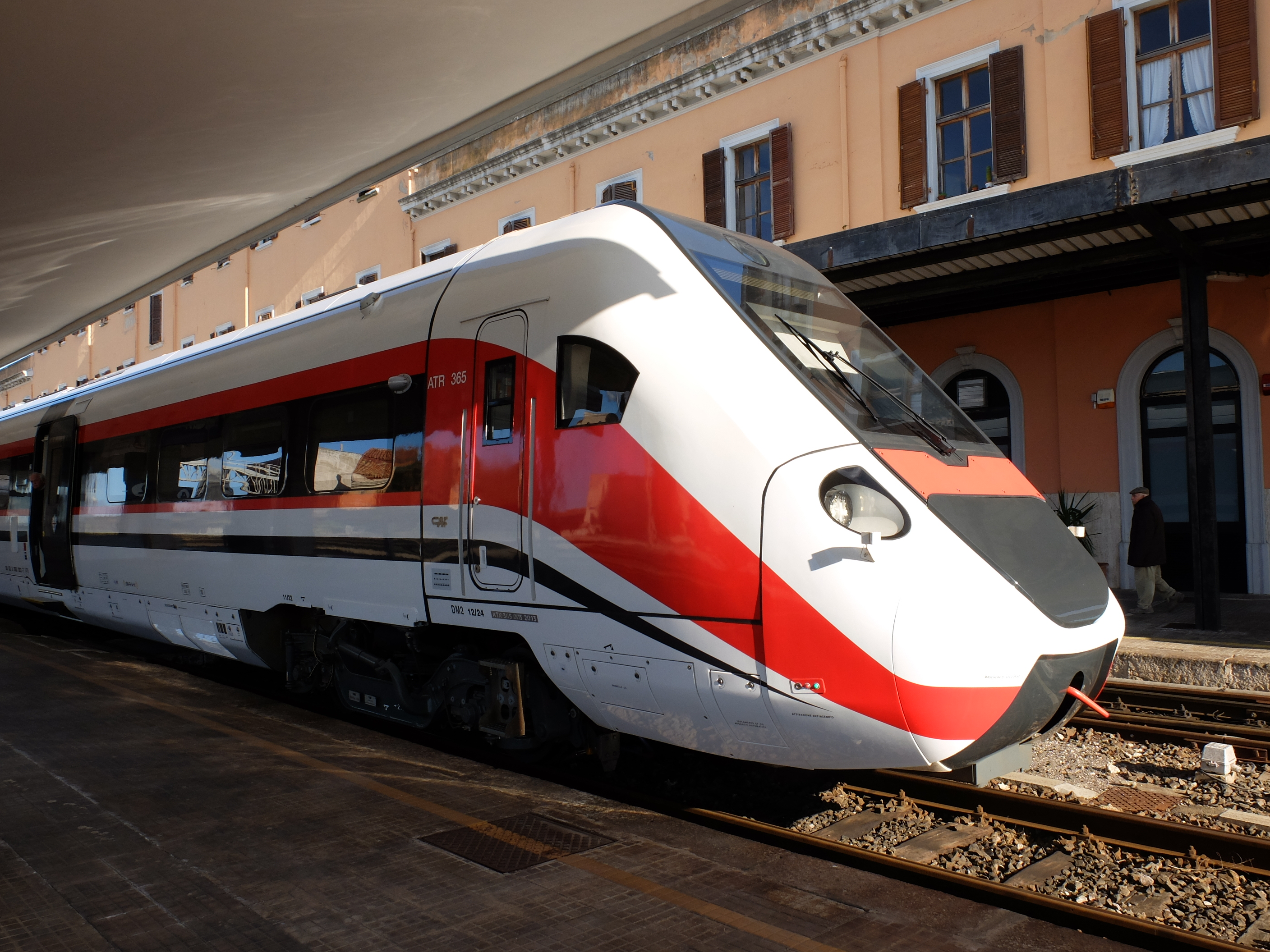

La vía ferroviaria principal de la provincia es la Dorsale de Cerdeña, que conecta Cáller con Gallura (y en particular Olbia) que termina en el puerto de Golfo Aranci. De allí se origina en Chilivani (Ozieri) un nuevo ferrocarril a Porto Torres, que llega a Sácer y permite la conexión entre las dos principales ciudades sardas. Ambas líneas son gestionadas por la red ferroviaria italiana; Además, en Sácer, hay dos ferrocarriles de vía estrecha que conectan la capital provincial con Alguer y Sorso, así como una tercera línea que termina en Palau, pero que solo está abierta al tráfico turístico en el Trenino Verde. La gestión de estos ferrocarriles está en manos de la empresa de transporte público de la Región Autónoma de Cerdeña, ARST. Desde 2006, finalmente, la capital ha servido en el área urbana por un tranvía, teniendo la particularidad de ser el primer sistema de tranvía activo en Italia.

## Idiomas
Los únicos idiomas reconocidos plenamente oficiales en la provincia son:
- Italiano
- Sardo. En 1997 se unificaron todos los dialectos sardos en una sola lengua y recibió oficialidad en Región Autónoma de Cerdeña,  reconocido en la ley regional N.º 26 del 15 de octubre de 1997 como segunda lengua oficial de Cerdeña (junto al italiano).
- Otros idiomas medio-oficiales[cita requerida] hablados en zonas de esta provincia (actualmente en peligro de extinción):
  - Alguerés, una variedad dialectal del catalán —con influencias del sardo e italiano que antiguamente hablaban la mayoría de los habitantes de la ciudad de Alguer y municipios limítrofes.[4]
  - Un dialecto corso con influencias del italiano, español, sardo y alguerés. Hay una corriente (con el supuesto apoyo de los partidos políticos nacionalistas corsos) que quiere reunir todos los dialectos del latín de origen italorromance de Córcega y el norte de Cerdeña. Su objetivo sería darle carácter de lengua cooficial en Córcega (departamentos de Alta Córcega y Córcega del Sur) para prevenir su desaparición y mantener una lengua que guarde la riqueza cultural de esos dialectos[cita requerida].
  - El sassarés, dialecto del sardo hablado en Sácer, Porto Torres y zonas circundantes, que posee características intermedias entre el galurés y el logudorés, derivados también de la fuerte influencia ejercida por sus señores pisanos, genoveses y españoles que en 1997 se integró en el actual sardo.

## Curiosidades
En el contexto de una campaña de turismo promocional en el noroeste de Cerdeña, hubo controversias sobre la presencia en el logotipo oficial de dos hijos, la abreviatura de la provincia, que también recuerda al Schutzstaffel. El servicio turístico local ha acudido a los refugios decidiendo cambiar el color de una de las dos letras, que, junto con la ardinia escrita, formaron el eslogan ssardinia.

## Municipios
La provincia de Sassari está integrada por 92 municipios.
| - Aggius - Aglientu - Alà dei Sardi - Alguer - Anela - Ardara - Arzachena - Badesi - Banari - Benetutti - Berchidda - Bessude - Bonnanaro - Bono - Bonorva - Bortigiadas - Borutta - Bottidda - Buddusò - Budoni | - Bultei - Bulzi - Burgos - Calangianus - Cargeghe - Castelsardo - Cheremule - Chiaramonti - Codrongianos - Cossoine - Erula - Esporlatu - Florinas - Giave - Golfo Aranci - Illorai - Ittireddu - Ittiri - La Maddalena - Laerru | - Loiri Porto San Paolo - Luogosanto - Luras - Mara - Martis - Monteleone Rocca Doria - Monti - Mores - Muros - Nughedu San Nicolò - Nule - Nulvi - Olbia - Olmedo - Oschiri - Osilo - Ossi - Ozieri - Padria - Padru | - Palau - Pattada - Perfugas - Ploaghe - Porto Torres - Pozzomaggiore - Putifigari - Romana - San Teodoro - Sant'Antonio di Gallura - Santa Maria Coghinas - Santa Teresa Gallura - Sassari - Sedini - Semestene - Sennori - Siligo - Sorso - Stintino - Telti | - Tempio Pausania - Tergu - Thiesi - Tissi - Torralba - Trinità d'Agultu e Vignola - Tula - Uri - Usini - Valledoria - Viddalba - Villanova Monteleone |